# Mânio Valério Máximo Corvino Messala
Mânio Valério Máximo Corvino Messala (em latim: Manius Valerius Maximus Corvinus Messalla), conhecido como Corvino Messala, foi um político da gente Valéria da República Romana eleito cônsul em 263 a.C. com Mânio Otacílio Crasso. Era filho de Marco Valério Máximo Corvino, cônsul em 312 e 289 a.C. e Marco Valério Máximo Messala, cônsul em 226 a.C., era seu filho.
Em "De brevitate vitae", Sêneca afirma que o agnome "Messala" vem de Messana (Messina), o nome da cidade libertada por ele durante sua expedição a Sicília. Transformou-se em um cognome que distingue a família dos Valérios Messalinos, que aparece pela primeira vez nos Fastos Consulares em 263 a.C. e a última, em 506 a.C., período no qual a família obteve vinte e dois consulados e três censorados.

## Consulado (263 a.C.)

Teatro de operações da Primeira Guerra Púnica entre 264 e 262 a.C..
Território siracusano
Território cartaginês
1. Desembarque romano e avanço contra os siracusanos em Messana (264 a.C.).
2. Romanos derrotam um exército aliado siracusano e púnico e avançam até Siracusa.
3. Romanos protegem seu flanco tomando Hadranon e cercando Kentoripa.
3. Catânia se rende.
4. Romanos cercam, sem sucesso, Siracusa. Hierão pede a paz e se alia aos romanos (263 a.C.).
5. Romanos tomam Agrigento (262 a.C).
6. Enna e Halaisa se rendem a Roma.

Foi eleito em 263 a.C. com Mânio Otacílio Crasso, o segundo ano da Primeira Guerra Púnica. Os dois cônsules marcharam para a Sicília comandando duas legiões cada um. Os Fastos Triunfais registram que Messala conseguiu uma grande vitória conquistando 67 cidades, incluindo Messina e Catânia e venceu uma importante batalha contra os cartagineses em Imera.
Os sicilianos, descontentes com o governo de cartagineses e gregos, não resistiram às conquistas romanas. Hierão II de Siracusa, que havia lutado contra os romanos no ano anterior, ofereceu uma aliança e Messala aceitou depois que o tirano firmou um tratado de paz que limitava a soberania siracusana à região sudeste da Sicília.
Apesar da coordenação dos dois cônsules nas operações, os contemporâneos creditam a Messala o mérito principal destas vitórias e apenas ele recebeu o triunfo "De Paeneis et Rege Siculorum Hierone".
Messala levou de volta para Roma um relógio de sol capturado em Catânia, o "Horologium" o colocou sobre uma coluna no Fórum. Além disso, mandou pintar um afresco na Cúria Hostília retratando a batalha de Imera, uma obra considerada por Plínio, o Velho, como uma das principais incentivadores da arte pictórica romana. Como recompensa por suas vitórias, recebeu uma casa no alto do Palatino.

## Censor (252 a.C.)
Messala Corvino foi eleito censor em 252 a.C. com Públio Semprônio Sofo. Durante seu mandato, degradou 400 equestres por negligência do dever durante a Primeira Guerra Púnica.